# Access (cómic)
Access (Axel Asher) es un personaje ficticio perteneciente a DC Comics y Marvel Comics. Hizo su primera aparición en DC vs. Marvel #1 (marzo de 1996), un crossover especial entre las dos compañías. Fue creado tanto como forma de explicar los acontecimientos de la historia, como medio para permitir los futuros crossovers entre las compañías.

## Biografía del personaje
Axel Asher se dio cuenta por primera vez de sus extraordinarios poderes cuando dos entidades cósmicas llamados "Los Hermanos", quienes representan el Multiverso de DC Comics y el Multiverso de Marvel Comics, se dieron cuenta de sí mismos (como resultado de los acontecimientos en crossovers publicados previamente por las empresas) y arrojaron a sus respectivos héroes en conflicto unos con otros para demostrar su superioridad sobre su contraparte; once "campeones" de cada universo serían seleccionados para luchar, siendo el ganador quien inmovilizaría al otro—algunos campeones eran demasiado poderosos para incluso ser derrotados de manera concluyente por sus oponentes—y el ganador sería el que tuviera una mayor cantidad de victorias.
Axel era sólo un adolescente normal viviendo en Nueva York que se encontró con un viejo vagabundo en un callejón, quien protegía lo que parecía ser una caja de cartón, pero en realidad era un portal entre universos. Él también reveló que Axel era el siguiente en línea a cargo de los poderes y responsabilidades de ser "Access", la persona encargada de prevenir que los universos se fusionen en uno solo. Esto se debe a que originalmente eran un universo que se partió en dos cuando Los Hermanos lucharon; algunos "fragmentos" del universo original se mantuvieron. La "caja" era uno de ellos—Access era otro.
A la altura de las batallas de Los Hermanos, cuando la última batalla había terminado—con el Universo Marvel siendo el ganador con seis victorias a cinco—los universos fueron combinados en un solo universo fusionado por El Espectro y el Tribunal Viviente para evitar el cierre de la existencia. Access utilizó fragmentos de cada universo ocultos dentro de Batman y el Capitán América para separar y recuperar los dos universos. Con la ayuda de Batman y el Capitán América quienes, en muchos aspectos, eran Los Hermanos en miniatura, Access ayudó a detener la pelea entre Los Hermanos, salvando a los dos universos de la destrucción cuando Los Hermanos, observando a los dos héroes, se dieron cuenta de lo tonto que era el conflicto en realidad.
Access apareció posteriormente en dos secuelas de la serie DC vs. Marvel. En la primera, Access ayudó a evitar que el Dr. Strangefate re-fusionara los dos universos; en la segunda, él descubre que el "viejo vagabundo" eran en realidad su propio futuro, y que una variante de sí mismo había unido fuerzas con Darkseid para evitar su destino compartido con el de Access. Él también descubre que sus poderes eran mayores de lo que creía, y absorbió su parte malvada para ayudar a los héroes de ambos universos a derrotar el esquema de Darkseid. A pesar de que había sido testigo de la muerte de su propio futuro, la derrota de su parte malvada le dio a Access la esperanza de que su futuro es fluido y no está escrito en piedra, y por lo tanto, él tiene la oportunidad de cambiar su destino.
Access es mencionado brevemente en un crossover de Superman / Los 4 Fantásticos. Cuando Superman recibe un (falso) mensaje holográfico de su padre Jor-El, diciendo que Galactus fue el que destruyó Kryptón, él vuela, reflejándose a sí mismo "Con la ayuda de los expertos encontraré al monstruo. Y para encontrarlos... Necesitaré a Access". A pesar de que no es mostrado de forma explícita, esto sugiere que Superman contactó posteriormente a Access para viajar al Universo Marvel para así pedir la ayuda de los 4 Fantásticos para rastrear a Galactus.
Access es mencionado nuevamente en el crossover Superman / Silver Surfer.
La primera aparición de Access fue anunciada en el cómic de 1995 de DC / Marvel, Linterna Verde / Silver Surfer: Alianzas Profanas, donde los dos héroes unen sus fuerzas para evitar que Thanos y Parallax destruyan sus universos. Los cuadros finales del cómic muestran un callejón de Nueva York donde una gran caja de cartón está empezando a emitir poderosos rayos de energía.
Access es ahora un nativo de ambos universos y su deber es mantenerlos separados. Si comienzan a superponerse, los universos se juntarían en un Universo Fusionado una vez más. Access debe pasar de un universo al otro evitando que la gente cruce la raya. Si se queda en un lugar durante mucho tiempo, él puede causar la aparición cruces espontáneos. Access resuelve por lo general situaciones como esta sin que nadie se de cuenta de que está involucrado.
A pesar de que es una propiedad compartida entre Marvel y DC, sólo DC ha utilizado al personaje en una aparición sin cruces. En Green Lantern #87, Access se le aparece a Jade y afirma que está buscando a Kyle Rayner. Más tarde se revela que él estaba buscando a Rayner como un apoyo para Spider-Man, quien estaba luchando contra Mantis y Juggernaut al mismo tiempo. Al no tener éxito, él viaja al Universo Marvel con el fin de encontrar a Silver Surfer, sólo para volver a la escena de batalla y subconscientemente llamar a Wonder Woman para ayudar a Spider-Man.

## Poderes y habilidades
Access tiene la habilidad de crear y utilizar portales interdimensionales entre los universos de las dos compañías para teletransportarse, así como para convocar a otros. Él puede unir a dos personas de diferentes universos al tocarlos, creando una "fusión" de los personajes. Los portales también permiten el viaje en el tiempo al cruzar universos. Él puede sentir la presencia de cualquier cosa de un universo que está presente en otro.